# 平窪村
平窪村（ひらくぼむら）は、福島県南東部の石城郡に属していた村。現在のいわき市中心部の北側（平地区）、夏井川左岸にあたる。

## 地理
- 河川：夏井川

## 歴史
- 1889年（明治22年）4月1日 - 町村制の施行により、上平窪村、中平窪村、下平窪村、四ツ波村、中塩村、幕ノ内村、鯨岡村、大室村が合併して磐城郡平窪村が発足。
- 1896年（明治29年）4月1日 - 所属郡が石城郡に変更。
- 1937年（昭和12年）6月1日 - 平町と合併して平市が発足。同日平窪村廃止。
- 1966年（昭和41年）10月1日 - 平市が磐城市・常磐市・内郷市・勿来市、石城郡小川町・遠野町・四倉町・川前村・田人村・好間村・三和村、双葉郡久之浜町・大久村と合併していわき市が発足。

## 交通

### 道路
現在は常磐自動車道が旧村域の北西端を掠めているが、当時は未開通。